# Greg Ginn
Gregory Regis Ginn, meglio noto come Greg Ginn (Tucson, 8 giugno 1954), è un chitarrista, cantante e produttore discografico statunitense.
Fu il leader e principale compositore del gruppo hardcore punk statunitense Black Flag fra il 1976 e il 1986 e di nuovo tra il 2013 e il 2014. La band è di nuovo attiva dal 2019..

## Biografia
Dopo lo scioglimento dei Black Flag, Ginn ha registrato alcuni album solisti e ha suonato con HOR, Fastgato, The October Faction, Gone, Confront James, EL BAD, Mojack, The Texas Corrugators, Jambang e Tom Troccoli's Dog, oltre a possedere la storica etichetta indipendente SST Records.
Il cantante dei Black Flag Henry Rollins ha paragonato lo stile chitarristico di Ginn a quello dei sassofonisti free jazz Ornette Coleman e Eric Dolphy piuttosto che a quello di altri chitarristi: emblematico a questo proposito è il breve assolo atonale che apre la celebre My War.
Ginn si è classificato al #99 nella lista di Rolling Stone dei 100 migliori chitarristi di sempre.
Suo fratello minore è l'artista Raymond Pettibon, famoso soprattutto come autore di caratteristiche copertine sia per i Black Flag sia per altri gruppi dentro e fuori il giro SST.

## Discografia

### Con i Black Flag
- 1981 - Damaged
- 1984 - My War
- 1984 - Family Man
- 1984 - Slip It In
- 1985 - Loose Nut
- 1985 - In My Head

### Solista
- 1993 - Getting Even
- 1993 - Payday
- 1995 - Dick
- 1997 - Let It Burn
- 2007 - Bent Edge, con i The Texas Corrugators

### Con i Gone
- 1986 - Let's Get Real, Real Gone for a Change
- 1986 - Gone II: But Never Too Gone

### Con i Confront James
- 1995 - Test One Reality
- 1995 - Just Do It
- 1996 - Ill Gotten Hatred
- 1996 - Chemical Exposure
- 1997 - Black Bomb Mountain

### Con i Mojack
- 1995 - Merchandising Murder
- 1997 - Home Brew
- 2007 - Under the Willow Tree